# Эрикссон, Вивека
Вивека Эрикссон (швед. Viveka Eriksson; род. 18 августа 1956, Фёглё, Аландские острова) — политик Аландских островов; премьер-министр (2007—2011) правительства Аландов.

## Биография
Родилась 18 августа 1956 года.
С 1995 года — член Парламента Аландских островов.
С 1999 по 2001 год — председатель группы от либеральной партии в Парламенте Аландских островов (с 2004 года — председатель Аландской либеральной партии); с 1999 по 2001 год — председатель финансового комитета в Парламенте.
С 2000 по 2001 (и с 2005 по 2007 год) — вице-спикер, а с 2001 по 2005 год — первая женщина-спикер Парламента Аландских островов.
С октября 2007 по ноябрь 2011 года — премьер-министр правительства Аландских островов, а с 2011 года вновь депутат Парламента, лидер аландской либеральной партии.